# Francisco Pizarro
Francisco Pizarro (Trujillo, oko 1478. – Ciudad de los Reyes (danas Lima), 26. lipnja 1541.), španjolski pomorac, istraživač, i osvajač carstva Inka.
Uzevši mač, Francisco Pizarro je povukao crtu u pijesku, a zatim se uspravio i obratio svojim ljudima. Prijatelji i drugovi! Na onoj su strani patnja, glad, golotinja, olujne kiše, zapuštenost i smrt; na ovoj strani bezbrižnost i zadovoljstvo. Tamo leži Peru sa svojim bogatstvima; ovdje je Panama sa svojim siromaštvom. Izaberite, svaki od vas, što najbolje pristoji svakom Kastilijancu. Što se mene tiče, ja idem na jug. 
Rekavši to, zakoračio je preko crte. Toga dana 1526. godine, na otoku Gallo nedaleko obale Ekvadora, trinaest je Španjolaca odabralo da ostane sa svojim vođom.
Čovjek s kojim je 13 hrabrih vojnika neopozivo izabralo dijeliti sudbinu, bio je već stariji prema mjerilima onog vremena. Francisco Pizarro imao je gotovo pedeset godina. Ali mu je potpuni prezir prema životnoj udobnosti kada bi gotovo s opsjednutom usmjerenošću slijedio tijek nekog događaja, pribavio poštovanje i privrženost mladih i starih. Prije svoje smrti,  on će osvojiti, bez pomoći svoji indijanskih saveznika, carstvo koje se prostire više do 4 000 km dužinom južnoameričkog kontineta.
Pizarro je rođen oko 1478. u Trujillu u Španjolskoj. Njegovo je rođenje posljedica onoga što španjolci nazivaju "desuedo" (nepažnja). Otac mu bijaše umirovljeni časnik, pukovnik Gonzalo Pizarro, a majka žena skromna podrijetla. Pukovnik je bio nepažljiv još najmanje dva puta, pa se tako narodivše Juan i Gonzalo Pizarro. Ali je imao i zakonita nasljednika, uznositog Hernarda Pizarra, koji je sebe smatrao društveno uzvišenijim od svoje braće.
Godine 1502. Francisco Pizarro otišao je u Zapadnu Indiju ne bi li našao sreću. Neko je vrijeme živio na otoku Hispanioli (današnji Haiti i Dominikanska Republika), prije nego što se pridružio koloniji Darien, u današnjoj Panami. Oko 1520. godine, Pizarro je sklopio čudan partnerski sporazum s Diegom de Almagrom, nepismenim pustolovom. Niska rasta i ružan, srednjovječni je Almagro združio fantastičnu energiju s osjećajem za unosan posao. Bio je izuzetno prijatan, velikodušan i veseo. Dvojicu je pustolova povezao svećenik Hernardo de Luque. De Luque je kasnije zaradio nadimak Fernardo El Loco (ludi), jer je bio sklon podržavanju onih zamisli, koje bi općenito bile prosuđene kao nestvarne. De Luque je održavao prijateljske odnose s panamskim guvernerom Pedrom Ariasom de Avilom (Pedrarias), pa je valjda njegovu utjecaju treba zahvaliti što su njih trojica dobro uspjeli u zajedničkim poljoprivrednim i rudarskim pothvatima.
Otprilike u to vrijeme, do Paname doprijevše govorkanja o postojanju velikog kraljevstva na jugu, ali na zapadnoj strani Južne Amerike. Prvo službeno vladino istraživanje juga Paname započelo je 1522. pod komandom Pascuala de Andagoye. Andagoya je plovio južno od zaljeva San Miguel i stigao do rijeke Biru, gdje se susreo s indijanskim trgovcima koji su mu ispričali o postojanju bogatog i moćnog carstva Inka. Vjeruje se da su Španjolci iskrivili ime koje su trgovci dali bogatome carstvu, koje je u njihovim ustima ispalo kao Peru.

## Prva ekspedicija
Guverner Pedrarias imenovao je zapovjednika koji će tražiti bogato kraljevstvo i, ako je moguće, uspostaviti i dodir s indijanskim vladarom. Ali je časnik umro ne ispunivši zadatak. Pizarrova je grupa zatražila i dobila pravo da istraži to područje. Trojka je bez oklijevanja prodala svoja imanja i drugu imovinu kako bi sakupila dovoljno novca za opremanje ekspedicije. Pedrarias nije dao ni pare, ali je izjavio da mu pripada jednak dio kao i ostalim članovima ekspedicije. Sredinom studenoga 1524., Pizarro je otplovio iz novoutemeljena grada Paname, na tihooceanskoj obali te zemlje. Pratilo ga je stotinu ljudi. Almagro je otišao kasnije, s drugim brodom. Obojica su istražila tihooceansku obalu Kolumbije. Pronašli su tropske šume i močvare pune mangrova drveta. Tu su živjeli neprijateljski rasploženi Indijanci, ali je jedva bilo zlata. Najzad su ostali bez zaliha i bili su prisiljeni da se vrate u Panamu. Ekspedicija je značila potpuni financijski gubitak.

## Druga ekspedicija
Ni najmanje obeshrabrena tim porazom, ambiciozna se trojka odmah bacila na organiziranje druge ekspedicije. Gaspar de Espinoza, gradonačelnik grada Paname, pristao je da financira drugi pothvat. Pedrarias, koji je bio uvjeren da je novo traženje osuđeno na propast, sa zadovoljstvom je svoje interese u tom pothvatu prodao Espinozi. S dva broda, 160 ljudi i 5 konja, Pizarro je po drugi put otplovio s Panamske prevlake. Bilo je to 10. travnja 1526. godine. Sada ga je poslužila sreća jer je privolio Bartolomea de la Ruiza, uglednog moreplovca da pođe s njima. Ruiza je odmah krenuo na zapad prema pučini, pa je tako izbjegao struje i suprotne južne vjetrove koji su otežavali i usporavali napredovanje prethodne ekspedicije. Sada su se iskrcali na povoljnijem mjestu na obali Kolumbije. Čim su zašli u unutrašnjost, odmah su pronašli naselja gdje su mogli opljačkati bogatije primjerke zlatnih ukrasa. 
Almagro je vraćen natrag s blagom kako bi okupio još više ljudi i materijala. Ruiz će ploviti dalje na jug, razgledavajući obalni pojas. Sam Pizarro je vodio gupu u unutrašnjost, u mahnito traženje zlata i blaga. Jedva je ičega bilo za pljačku, a strani su neprijatelji, bolest, glad i neprijateljski raspoloženi Indijanci redovno uzimali obol u ljudskim životima. Ali se Pizarrovo razočaranje pretvorilo u oduševljenje kad se Ruiz vratio.
Ruiz je plovio uz obalu više stotina kilometara prema jugu, do mjesta baš ispod ekvatora. Napredujući dalje prema jugu zamjećivao je sve više znakova civilizacije. Bilo je tu gradova, natapanih polja, ljudi odjevenih u divno tkanu pamučnu odjeću, a bilo je i poprilično čvrstih kuća od nepečene opeke. Vrhunac je istraživanja bio kad je prilično daleko od obale naišao na velik splav od balzamovine. Indijanci na splavu imali su na sebi ukrase od zlata i srebra, a bili su odjeveni u bogato ukrašenu odjeću, koja je znalačko tkana. Uspostavio je prve dodire s Inkama. Dvojica među Indijancima na splavu kazali su mu za Tumbes, grad Inka, sa značajnim i lijepim zgradama i hramom kojeg su zidovi prekriveni zlatnim pločama.
Bila je to vijest na koju je čekao Pizarro. Kad se vratio Almagro s novim regrutima i zalihama hrane, ekspedicija je nastavila u veoma dobrom raspoloženju. Ruizov opis je bio točan. Uskoro su vidjeli dovoljno da bi znali da su nabasali na kraljevstvo vrijedno istraživanja, drugi Meksiko. Ali su veoma sporo napredovali. Unatoč dolasku novih ljudi, ipak ih nije bilo dovoljno za iskorišćavanje ovih novih otkrića. Tada je Almagro predložio da se po drugi put vrati u Panamu po ljudstvo i sredstva. Sa zlatnim i srebrnim predmetima koji su i te kako izazvali dojam, a potječu od njihovih pljački, nimalo im teško neće biti sakupiti novu vojsku koja je potrebna za nova istraživanja i pljačke. Oko toga su se Pizarro i Almagro skoro potukli. Ogorčeni se Pizarro žalio da on uvijek ostaje nasukan u najsurovitijoj okolini, dok se Almagro vraća u koloniju, mirno i sasvim udobno. Nekako su, barem tada, prestali sa svađanjem, a kad je Almagro otplovio za Panamu, Pizarro je za njim uputio drugi brod na kojem su se nalazili neki nezadovoljnici koje nije želio imati u grupi. Stari konkvistador i preostali vojnici ulogorili su se na otoku Gallou, nedaleko obale Ekvadora.
Kad je Almagro stigao u Panamu, saznao je da je Pedrarisa zamijenio novi guvener, Pedro de los Rios. De los Rios se nije zanimao za putovanja duž obala Južne Amerike. Smatrao je da su sva osuđena na propast, pa je odbio da preuzme svaku odgovornost za živote izgubljene na pustolovinama slične vrste. Guverner je poslao dvije lađe na Gallo s naređenjem da se Pizarro i njegovi ljudi vrate kući.
Kad su lađe stigle do otoka, Pizarro je hrabro odbio da se vrati u Panamu. To je bio trenutak kad se dramatično obratio svojim ljudima. Trinaest nepokolebljivih nisu poslušali guvernera i čvrsto su ostali uz svog vođu. Brodovi su otplovili, ostavljajući Pizarra i njegovu grupicu same na obalama Galloa. Almagro je, međutim, uspio privoljeti guvernera da ne napusti odlučnog, starijeg konkvistadora. Tvrdio je da Pizarro i njegovi ljudi vrše samo dužnost za Španjolsku i sv. Josipa. Guverner je popustio. Almagru je dopustio da se pridruži Pizarru, inzistirajući da se vrate najkasnije za šest mjeseci.
Pizarro je, međutim, čekao pet mjeseci prije nego što je ugledao Almagrova jedra. Nakon ujedinjenja grupa je nastavila put prema jugu. Svladavši oko sedam stotina kilometara puta južno od ekvatora, grupa je ušla u zaljev Guayaquil i iskrcala se u gradu Tumbesu. Kad je sišao na obalu, Pizarro je ugledao visoke, dobro sagrađene zgrade. Stanovništvo je bilo lijepo odjeveno. Bilo je to bez sumnje najciviliziranije središte koje je vidio nakon svog dolaska u Ameriku, prije gotovo 20 godina. Ali je srce starog ratnika zaigralo kad je vidio hram obložen zlatom.
Pošto je otplovio dalje na jug, do današnjeg Trujilla u Peruu, Pizarro se vratio kući u namjeri da organizira ekspediciju. U Panami su ih smatrali mrtvima, već ih odavno otpisajući. Umjesto šest mjeseci, Almagro je izbivao osamnaest. Ni najmanje pod dojmom Pizarrova blaga i priča o Andskom kraljevstvu, de los Rios je i dalje odbijao pristanak za ekspediciju. Razočarani Pizarro odlazi u Španjolsku s namjerom da se osobno obrati kralju.
Čim je Pizarro prodro u kraljevski krug, prijem na koji je naišao bio je više nego povoljan. Pred dvorom je paradirao s ljamama i s ukrasima od zlata i srebra, potkrepljujući svoju predstavu pričama o hramovima obloženim zlatom. Konkvistador je uvjerio svog kralja da bi ono što je postignuto u Novoj Španjolskoj zacijelo moglo biti ponovljeno u Peruu.
Kralj je svoj pristanak potpisao 26. srpnja 1529. godine. Pizarro je imenovan guvernerom i glavnim zapovjednikom zemalja koje još treba da otkrije. Almagro je imenovan guvernerom Tumbesa s plaćom koja je bila više nego upola manja od Pizarrove. Fernardo de Luque bit će biskup Tumbesa, a vjerni Ruiz imenovan je velikim kormilarom južnih mora. Prije polaska, Pizarro se zaustavio u Trujillu i regrutirao svoju braću, Hernarda, Juana i Gonzala. I polubrata Martina de Alcantru, kao članove ekspedicije.
Pizarrov povratak iz Španjolske ne bi se mogao okrstiti nesumnjivim uspjehom. Almagro je bio bijesan zbog svog degradiranja. Hernando Pizarro je nepismenog Almagroa gledao s visine i postupao s njim nabusito, što nikako nije moglo smiriti ionako uzburkano stanje. Ali su razlike izglađene. Da bi smirio sumnjičavog Almagra, Pizarro mu je obećao da će ga bogato nagraditi nakon osvajanja.
Siječnja 1531., Pizarro je poveo svoju treću i posljednju ekspediciju u Peru. Njegove su se snage sastojale od 3 broda, 183 ljudi i 37 konja. Almagro će, kao i obično stići kasnije, ali je najprije imao svladati težak zadatak novačenja vojnika. Pizarrova je bila namjera da se uputi ravno u Tumbes. Ali su ih jaki čelni vjetrovi prisilili da se iskrcaju u zaljevu San Mateo, oko 565 km prije njihova cilja. Nestrpljiv da što prije počne s osvajanjima, Pizarro je iskrcao svoje vojnike koji su na sebi imali teške oklope i poveo ih prema jugu kroz nezamislivo težak teren. Napadajući obalna naselja lišena obrane, Španjolci su malo postizali, a gubili su i prednost koje postiže iznenađenje. U predjelu Coaqua, međutim, uspjeli su opljačkati priličnu količinu zlata, srebra i smaragda. Pizarrova je strategija bila svima jasna. Brodove je vratio u Panamu, u nadi da će samo pogled na blago koje je opljačkao djelovati na druge kao poticaj da mu se pridruže. U Tumbes je valjalo ići pješice.
Od posljednjeg Pizarrova posjeta Tumbesu, grad se izmijenio, bio je opljačkan i lišen mnogih svojih bogatstava. Najprije su konkvistadori bili razočarani, ali kad su saznali razlog tome stanju stvari, nada čitave grupe počela je ponovo rasti. Proteklih nekoliko godina vladao je građanski rat u velikome carstvu Inka. Pizarro je odmah shvatio da će zaraćeno carstvo mnogo lakše svladati ujedinjeno i snažno.
U tom trenutku je stigao Hernardo de Soto (koji će kasnije istražiti sjevernoamerički kontinent) s toliko potrebnim i očekivanim pojačanjima. To je omogućilo Pizarru da ostavi garnizon u Tumbesu, pa je napredovao oko 105 kilometara prema jugu i utemeljio grad San Miguel, koji je imao izvrsnu prirodnu luku na ušću rijeke Chire. Tamo je od Indijanaca saznao više pojedinosti o građanskome ratu. Nije mogao odabrati povoljnije vrijeme za svoj dolazak.
Rat je zapravo bio nasljedna borba među suparničkim kandidatima za prijestolje Inka. Posljednji car, Huayna Cápac, pospješio je krizu podjelivši carstvo između svoja dva sina. Atahualpa, sin kojeg je imao s princezom Quito, trebao je vladati sjevernim djelom carstva, što je današnji Ekvador. Huáscar, njegov nasljednik (jer je začet i rođen u zakonitom braku s njegovom sestrom), trebao je vladati nad ostalim djelom ogromnog carstva.
Huayana Capac je umro 1527. godine. Nemirno primirje trajalo je svega nekoliko mjeseci. Tada je izbio okrutan petogodišnji rat. Pizarro je stigao u Tumbes odmah nakon Atahulpine konačne i potpune pobjede nad bratovim snagama, Huascar je bio u zatvoru u Cuscou, a Atahualpa je sad smatrao vladarom čitavog carstva Inka. Namjeravao je trijumfalno ući u prijestolnicu kad se potpuno oporavi od rane na nozi koju je zadobio u borbama. Da bi ubrzao ozdravljenje, povukao se u sumporno lječilište, visoko u Andama. Lječilište se zvalo Cajamarca.
Cajamarca, oko 570 km udaljena od mjesta gdje su se okupili Pizarro i njegovi ljudi, nije bila nedostižno daleka. Dovoljno je dvanaest dana brzog hoda. Cusco, s druge strane, bio je udaljen oko 2100 km i do njega bi valjalo tjednima pješačiti. Kad je Pizarro saznao da je njegov plijen u blizini, bio je siguran da je sudbina na njegovoj strani. Odlučio je da odmah stupi u akciju, ne čekajući na Almagrova pojačanja. Sa 106 pješaka, 62 konjanika i nekoliko topova, Pizarro je krenuo da osvoji jedno carstvo.
U svojoj teškoj opremi konkvistadori su započeli nevjerojatno težak marš. Ostavivši osamdesetak ljudi u garnizonu u San Miguelu, Pizarro je poveo svoje vojnike na jugoistok preko pustinje Sechure, i odatle na istok u smjeru planina prekrivenih snijegom. Ljudima nije dopuštao da uspore, iako im je disanje bilo sve teže zbog sve strmijeg uspona i zbog prorijeđena zraka. Athualpa im ne smije izbjeći ni u kom slučaju.
Ubrzo su se Španjolci uspinjali Andama. U planinama je bio razdoblje kiša, pa je grupa uz veliku opasnost napredovala kroz klance i strme klisure, ili preko njih. Iznad uskih staza kojima su išli korak po korak, nalazile su se dobro zaštićene tvrđave. Šačica ratnika Inka mogla ih je uništiti u svako doba. Konji su počeli patiti od ozeblina, a na toj su visini ljudi jako teško disali. Pa ipak su nailazili samo na mjestimični otpor. Duž puta gotovo da nije bilo otvorena neprijateljstva. Je li građanski rat uništio svako djelotvorno suprotstavljanje u ovim krajevima? Uskoro će naći odgovor. Jedan plemić Inka došao je u susret grupi i izrazio dobrodošlicu Pizarru i njegovoj grupi. Atahualpa će sa zadovoljstvom primiti španjolske strance i iskazati im gostoprimstvo u Cajamarki.
Već je nekoliko tjedana Atahualpa sa zanimanjem pratio napredovanja Španjolaca. Nije se imao čega bojati. Bez obzira na njihove namjere, prijateljske ili drugačije, njihove su sudbine prepuštene njegovoj milosti. Siguran nakon svoje velike pobjede, Atahualpa je sebi mogao priuštiti luksuz čekanja i iščekivanja što će se dogoditi, prije nego preurani s nekom akcijom. Njegovi su glasnici potvrdili da je brojčana snaga Španjolaca beznačajna. Drugi su izvještaji spominjali da im oružje nije izvan uobičajenog. Bit će to prijatna razonoda prije velikog povratka u Cusco.
Rano izjutra, 15. studenog 1532., šest tjedana nakon odlaska iz San Miguela, Pizarro i njegovi ljudi stigli su u Cajamarku. Logorište Inka se prostiralo po višim obroncima. Pizarro je otkrio da je grad sumnjivo tih. Nitko nije izašao da dočeka ili pozdravi. Vođa je oprezno vodio svoje ljude naprijed. Kad su stigli do središnjeg trga, uputio je svog brata i Hernarda de Sota da potraže cara. Trebali su pozvati Atahualpu da se sastane sa svojim bratom.
Španjolci su našli vladara Inka kako sjedi na stolici bez naslona, okružen velikašima i brojnim službenicima. Cieza de Leon, španjolski povjesničar, opisao je carev izgled kako ga se kasnije sjećao jedan pripadnik Pizarrove grupe: Atahulpa je bio čovjek od otprilike trideset godina, zgodna izgleda, iako donekle prekrupan, imao je donekle lijepo lice, upečatljivo i ponosno, zakrvavljene oči. Govorio je veoma dostojanstveno, poput velikog vladara. Govoreći dobro je argumentirao i dobro zaključivao, a kada su Španjolci shvatili što je rekao, shvatili su da je to pametan čovjek. Bio je i oveseo; ali kad se obraćao svojim podanicima bio je veoma uznosit i nije pokazivao ni znaka zadovoljstva.
Najprije Athualpa nije odgovorio na molbu posjetilaca. Tek kad je Hernando Pizarro ponovio poziv, obraćajući se caru na najuljudniji način, car je progovorio. Obavjestio ih je da posti i da će to trajati do idućeg dana. Kad mu završi post ručat će sa Španjolcima. Hernardo de Soto, izvanredan konjanik, izabrao je taj trenutak da učini dojam na indijanskog vladara i njegovu pratnju. Naglo je okrenuo konja i svom brzinom zagalopirao prema Atahualpi; konja je zaustavio tako blizu monarha koji je sjedio, da su nosnice konja gotovo dodirnule indijančevo lice. Atahualpa koji nikad ranije nije vidio konja sjedio je dostojanstveno i naizgled sasvim, ravnodušno. Njegova je pratnja, lišena kraljevskog dostojanstva, nehotice užasnuta uzmaknula. Neki kažu da su oni koji su pokazivali strah bili smaknuti, jer su pred strancima iskazali kukavičluk.
Dvojica su se časnika razočarano vratila vođi ekspedicije, jer Inke, za razliku od Asteka ne pate od straha spram stranaca. Prema njihovim procjenama, u logoru na obroncima nalazi se 30 ili 40 000 ratnika. Španjolci su te noći jako slabo spavali.
U podne idućeg dana, Atahualpa se polagano približavao gradu. Nosili su ga velikaši na zlatnoj nosiljci. Sluge su mele tlo preko kojeg će prolaziti car. Car je prihvatio Pizarrov poziv i rekao da on i njegovi ljudi dolaze kao gosti, ne noseći oružja.
Pizarro je bio izvan sebe od veselja kad je čuo tu posljednju vijest. Atahualpa igra njegovu, Pizarrovu, igru mnogo lakše nego što je ovaj mogao i sanjati. A ne sumnjajući na čijoj je strani bog, saopćenje Inka da ni car ni njegovi ljudi neće doći naoružani, učinilo mu se kao božanski odgovor na njegove molitve. Upoznao je svoje vojnike s planom. Na unaprijed dogovoreni znak Španjolci skriveni u zgradama koje okružuju trg otvorit će vatru, a onda nasrnuti na kraljevu pratnju. Dvadesetorici je vojnika određen zadatak da uhvate cara i da vode računa da mu se ništa ne dogodi. Ostali će biti istrebljeni.
Atahualpa je došao na trg sa svojom pratnjom koja je imala između tri i četiri tisuće ljudi. Njegov je ulazak u Cajamarku bio neobično sličan Pizarrovu dolasku prethodnog dana. Povorka je prolazila praznim ulicama do trga u smrtnoj tišini. Nije bilo ni traga španjolskim vojnicima. Gdje su bradonje? zapitao je vladar Inka. Ali je franjevac Valderve, a ne Pizarro krenuo ususret da pozdravi cara Inka. Valderve je nosio Bibliju i odmah započeo dugim govorom o kršćanskoj vjeri. Zahtijevao je da Atahualpa izrazi vjernost katoličkoj crkvi i kralju Španjolske. Ljutit tbog drskosti i nametljivosti tog priprostog čovjeka niskog podrijetla, koji inzistira da se car odrekne svojeg božanstva i da ga zamjeni s raspetim božanstvom, Atahualpa je, kako je rečeno, bacio Bibliju na zemlju i viknuo: moj bog još živi. U tom je trenutku Pizarro dao znak. Vojnici i konjica jurnuli su na nenaoružane Inke, sjekući prolaz kroz tijela. Pokolj je završio za tridesetak minuta. Atahualpa je bio Pizarrov zarobljenik. Njegova je tjelesna straža bila mrtva ili raspršena.
Atahualpa je pod španjolskom stražom i nadzorom nastavio upravljati dvorom u minijaturi. U očajnom nastojanju da se dokopa slobode, Pizarru se obratio fantastičnom ponudom. Obećao je da će pod prostorije u kojoj se nalazio, dugačke 6,70 m a široke 5,20 m, prekriti zlatom. Vjerojatno sasvim zatečen, Pizarro nije odmah odgovorio. Inka je odmah povisio cijenu, rekavši da će tu prostoriju ispuniti zlatom i srebrom do visine do koje on može doseći rukom (nešto više od dva metra), a to će učiniti u roku od dva mjeseca!
Pizarro je povukao crvenu crtu označujući visinu. Od toga su trenutka rijeke nosilaca iz svakog kutka carstva počeli donositi i stavljati jedno zlatno remek-djelo na drugo.
S veljačom 1533. godine, kad je Almagro stigao u Cajamarku s toliko očekivanim i nužnim pojačanjima, Atahualpa je već tri mjeseca proveo u zatočeništvu. Car Inka je ispunio svoj dio pogodbe. Prostorija je bila ispunjena zlatnim bogatstvom kojega je vrijednost procjenjena od 8 do 20 milijuna dolara. Sad je ostalo neriješeno mučno pitanje, što učiniti sa zatočenim kraljem? Čast je zahtijevala da Atahualpu puste čim ispuni svoj dio pogodbe. Pizarro je, međutim, bio svjestan moći toga čovjeka. Bude li oslobođen, ponosni će car biti kadar okupiti svoje carstvo oko sebe i zbrisati Španjolce.
Sve češće su se širile glasine da se vojska Inka okuplja na jugu u namjeri da napadne španjolski logor. Atahualpa je opovrgavao da se okuplja njegova vojska, ali su Španjolci bili sve nervozniji. Preklinjali su svog vođu da ubije cara i tako spriječi opasnost pobune. Hernardo de Soto i Pizarrov brat Hernardo, prosvjedovali su protiv tako nečasna rješenja. 
Kako su mjeseci prolazili napetost se sve više osjećala. Španjolci, koji su sad posjedovali dosad neviđenu količinu blaga, bili su u neobičnom položaju, jer se nisu mogli okoristiti svojim izmijenjenim okolnostima. Kako je bilo veoma malo željeza, konjske su potkove kovali od srebra kojeg je bilo u izobilju. Dio oklopa ili pušaka u zlatu vrijedili su cijelo bogatstvo. Časnici i vojnici su zahtijevali od Pizarra da smakne Atahualpu, jer su u tome vidjeli jedini način da se oslobode svih briga. Pizarro se najprije skanjivao i oklijevao, ili se takvim pravio. Konačno je pristao na sudski postupak.
Vladar Inka optužen je zbog izdaje, jer je, tobože, pokušavao okupiti svoje snage s ciljem da svladaju Španjolce. Bez obzira koliko je to Atahualpa nijekao, optuživali su ga i za drugo, kao što je incest, uzurpiranje prijestolja Inka, ili bilo što su se još su se Španjolci mogli dosjetiti. Sud se sastao 29. kolovoza 1533. godine. Pizarro je oprezno poslao svog brata Hernarda i de Sota da ispitaju istinitost lažnih glasina o okupljanju vojske na stanovitoj udaljenosti od grada. Kad su se vratili u logor, nedjelo je već bilo počinjeno. Atahualpa je proglašen krivim i osuđen na smrtnu kaznu na lomači. Nešto prije smaknuća smrtna je kazna izmijenjena, pa će umjesto na lomači, kao heretik, umrijeti zadavljen. Sudsko umorstvo čovjeka koji je održao svoju riječ i koji ni na koji način nije pokazao da se Španjolcima kani osvetiti, bilo je potez barbarske i brutalne ekspeditivnosti, a ne pravde.
Pizarro je čvrsto odlučio da napadne na prijestolnicu. Otpor je bio beznačajan. Činilo se da su Inke sasvim demolizirani naglom promjenom događaja. Upravo godinu dana nakon ulaska u Cajamarku, 15. studenog 1533., Pizarro je ušao u Cusco na čelu vojske od 480 Španjolaca. Obuzdavanje i oskudica koje su vojnici trpjeli za vrijeme pješačenja, bili su prošlost čim su vojnici stigli u prijestolnicu. Iz divnog grada Cuscoa, starog više od tristo godina, odnijeli su sve što je imalo neku vrijednost. Hramove, palače i kuće sistematski su opljačkali. U nekim su zgradama Španjolci pronalazili srebrne podnice duge oko šest metara. Čak su i svete mumije prvotnih careva Inka opljačkali: s njih su skidali dragulje.
Kad je pljačka Cuscoa bila završena, Pizarro je počeo uspostavljati red u rastrojenom gradu. Imenovao je novog cara Inka, Manca Capaca, marionetskog vladara. Stvarna je vlast, međutim, bila u rukama gradskog vijeća koje se sastojalo od osam regidora, od kojih su dvojica bila njegova braća Juan i Gonzalo. Svakome je Španjolcu dodijeljena kuća, zemlja i druga imovina, a Indijanci su im radili kao sluge.